# Strängnäs IBK
Strängnäs IBK är en innebandyklubb från Strängnäs i Södermanland. Säsongen 2023/2024 spelar herrlaget i Allsvenskan i innebandy för herrar.

## Historia
Strängnäs Innebandyklubb bildades 1985 och bestod från början av ett herrlag och ett damlag.
Under åren har klubben vuxit och har de senaste åren (läst 2016) haft runt 250 medlemmar med ett antal pojk- och flicklag i verksamheten, förutom herrlaget. 
Samtliga lags hemmamatcher spelas i Thomas Arena, med fullstor spelplan och kiosk. Vid några få tillfällen under säsongen spelas även matcher i Karinslundshallen.

## Spelartrupp 2024/2025
| Nr | Land    | Pos | Namn               |
| -- | ------- | --- | ------------------ |
| 2  | Sverige | B   | Lucas Bemström     |
| 8  | Sverige | F   | Ahmad Dakhallah    |
| 7  | Sverige | F   | Gabriel Lindqvist  |
| 10 | Sverige | F   | Omar Aldeeb        |
| 16 | Sverige | B   | Gustav Hall        |
| 17 | Sverige | B   | Kalle Karlsson (C) |
| 23 | Sverige | F   | Hampus Grundel     |
| 18 | Sverige | F   | Lukas Blom         |
| 93 | Sverige | MV  | Adam Lilja         |
| 29 | Sverige | F   | Pelle Hansson      |
| 20 | Norge   | F   | Lukas Garcia       |
| 28 | Sverige | F   | Anton Walfridsson  |

| Nr | Land    | Pos | Namn                   |
| -- | ------- | --- | ---------------------- |
| 70 | Sverige | MV  | Wiktor Åkestedt        |
| 84 | Sverige | MV  | Kevin Bergman          |
| 47 | Sverige | F   | Edvin Bergqvist        |
| 99 | Sverige | MV  | Oskar Viking Tjärnberg |
| 76 | Norge   | F   | Philip Kämpe           |
| 79 | Sverige | F   | Willy Evertsson        |
| 37 | Sverige | F   | Alexander Fondelius    |
| 26 | Sverige | B   | Emil Isberg            |
| 67 | Norge   | F   | Sebastian Kämpe        |
| 27 | Sverige | F   | Calle Inglander        |
| 86 | Sverige | F   | Tim Lindgren           |
| 88 | Sverige | B   | Casper Nilsson         |
| 43 | Sverige | F   | William Lernestål      |
| 25 | Sverige | B   | Oliver Söderman        |
| 44 | Sverige | B   | Jacob Kauppinen        |